# ÖBB 2045 sorozat
Az ÖBB 2045 az ÖBB egyik Bo’Bo tengelyelrendezésű dízelmozdonysorozata volt. A SGP Wien-Floridsdorf gyártotta 1952 és 1955 között. 1993-ban selejtezték.

## Műszaki felépítés
A főkeret két forgóvázra támaszkodik, a vezetőállást középen helyezték el. A mozdonyban két 500 lóerős (380 kW) S12a típusú dízelmotor található, melyekhez egy-egy főgenerátor és segédüzemi berendezések csatlakoznak. Dízel-elektromos hajtásrendszerben tengelyenként külön vontatómotor dolgozik, fogaskerék-áttétellel hajtják a csőtengelyt, amely rugókon keresztül adja át a meghajtó nyomatékot a keréktengelyre (BBC rendszerű rugózott hajtás).